# 3314 Beals
3314 Beals este un asteroid din centura principală, descoperit pe 30 martie 1981 de Edward Bowell.